# Monumento Natural dos Vulcões de Aridane
O Monumento Natural dos Vulcões de Aridane (em espanhol, Monumento Natural de Los Volcanes de Aridane) é um espaço natural protegido localizado na ilha de La Palma, nas Canárias.
O espaço é formado pelos cones de Montanha de Argual (320 m), Montanha de Triana (363 m), Montanha de La Laguna (342 m) e Montanha de Todoque (349 m), que se dispõem de forma perfeita num alinhamento paralelo à costa do Vale de Aridane, constituindo no seu conjunto elementos paisagísticos representativos da ilha, e um marco de referência territorial de qualidades estéticas e panorâmicas únicas no cenário de Aridane. Os quatro cones são uma mostra de vulcanismo quaternário numa zona totalmente transformada pela atividade humana. O conjunto de centros eruptivos do Vale modificou substancialmente o relevo, dando lugar a acidentes geográficos bem destacados do da própria toponímia local, Los Llanos ("Os Planos").
O Monumento Natural compreende 100,4 hectares, concentrando um conjunto de quatro vulcões, dois deles pertencentes ao município de Los Llanos de Aridane (Montaña Argual e Montaña Triana) e os outros dois a Tazacorte (Montaña La Laguna y Montaña Todoque). Além do valor e interesse paisagísticos e geomorfológico, os Vulcões de Aridane albergam alguns exemplares representativos e escassos da flora das Canarias.

## Proteção
O espaço foi declarado pela Lei 12/1987, de 19 de junho, de Declaração de Espaços Naturais das Canárias, como sítio natural de interesse nacional dos Cones Vulcânicos de Los Llanos, sendo reclassificado pela Lei 12/1994, de 19 de dezembro, de Espaços Naturais das Canárias. Todo o monumento é, por definição, área de sensibilidade ecológica, por efeito do indicado na Lei 11/1990, de 13 de julho, de Prevenção de Impacto Ecológico.
Em julho de 2021, o plenário do Cabido de La Palma aprovou de forma inicial as Normas de Conservação do Monumento Natural dos Vulcões de Aridane, passo preliminar à aprovação definitiva do plano de gestão do espaço natural, antes de um processo de participação pública e consulta a administrações públicas e pessoas interessadas. Em 2021, os Vulcões de Aridane, juntamente com Tamanca e El Remo, cuja ordenação encontra-se em marcha, eram os três espaços naturais de La Palma que ainda careciam de normas de conservação.
A proteção do espaço responde à potenciação dos seus valores naturais, paisagísticos e geomorfológicos, assim como a necessidade de evitar a sua degradação. As Normas de Conservação têm como objetivo a regulação da implantação de usos e os instrumentos de gestão para garantir a sua sustentabilidade ambiental, social, económica e administrativa, no âmbito de uma filosofia de conservação ativa da natureza e da paisagem.